# Последнее дело Амни
«Последнее дело Амни» (англ. Umney’s Last Case) — рассказ Стивена Кинга впервые опубликованный в авторском сборнике «Ночные кошмары и фантастические видения» в 1993 году. На русский язык рассказ был переведён в 2000 году Т. Ю. Покидаевой и А. В. Аракеловым. Рассказ состоит из нескольких частей. Эпиграфом к нему служит отрывок из «Сестрёнки» Реймонда Чандлера. История частного детектива Амни, в один не очень-то прекрасный день обнаружившего, что всё вокруг вдруг меняется.

## Сюжет
Прошлым вечером соседи детектива Амни не ругались, их пёс не лаял, следующим утром слепой мальчик — знакомый продавец газет рассказал о том, что ему предстоит операция по восстановлению зрения, в офисе начался ремонт, старый лифтёр уходит на пенсию умирать от рака — эти новости, и радостные и печальные, просто выводят Амни из себя. Он был уверен, что всё должно было оставаться так, как было — вечно. Потом он узнаёт, что его покинула секретарша. А потом к нему приходит посетитель — и это оказывается самым худшим. Этот человек и есть Амни — только старше его лет на пятнадцать, он знает то, что знает Амни, а вот Амни, когда ему задают вопросы, не может вспомнить ничего — ни имён родителей, ни даже нынешний год. Он просто их не знает. И наконец, детектив понимает, кто к нему пришёл, кто он сам, и в каком мире он живёт…

## Экранизация
По мотивам рассказа был снят один из эпизодов сериала «Ночные кошмары и фантастические видения», в роли Амни и автора снялся Уильям Мэйси. Премьера эпизода состоялась 19 июля 2006 года.